# White City (Oregon)
White City is een plaats (census-designated place) in de Amerikaanse staat Oregon, en valt bestuurlijk gezien onder Jackson County.

## Demografie
Bij de volkstelling in 2000 werd het aantal inwoners vastgesteld op 5466.

## Geografie
Volgens het United States Census Bureau beslaat de plaats een oppervlakte van 4,8 km², geheel bestaande uit land.

## Plaatsen in de nabije omgeving
De onderstaande figuur toont nabijgelegen plaatsen in een straal van 20 km rond White City.